# 개혁신당 (1995년)
개혁신당은 통일민주당을 표방하여 1995년 홍성우와 장을병을 중심으로 창당된 자유주의 정당이다. 1995년 민주당과 합당해 통합민주당을 창당하여 소멸되었다. 

## 역대 총재
| 대수 | 역대 총재 | 직함 | 임기                              |
| ---- | --------- | ---- | --------------------------------- |
| 1    | 장을병    | 총재 | 1995년 10월 9일 ~ 1995년 12월 4일 |
| 1    | 홍성우    | 총재 | 1995년 10월 9일 ~ 1995년 12월 4일 |